# 鞏立姣
鞏立姣（きょう りっこう / ゴン・リージャオ, 巩立姣, 拼音: Gǒng Lìjiāo; 1989年1月24日 - ）は、中国の陸上競技選手、専門は砲丸投。ロンドンオリンピック女子砲丸投銀メダリスト。世界選手権はロンドンとドーハで金メダルを獲得した。
鹿泉市出身。2007年8月に大阪で開かれた世界選手権で国際大会デビューを果たし、決勝に進出して7位入賞の成績を残した。翌2008年8月の北京オリンピックは予選で自己ベストとなる19m46をマークし5位通過し、決勝は19m20の記録で5位に入賞したが、のちに2位ナタリア・ミフネビッチ、3位ナドゼヤ・オスタプチュクのドーピング違反が発覚し失格、繰り上がりで銅メダル獲得となった。
2009年4月の中国選手権で19m82をマークした。同年8月にベルリンで開かれた世界選手権は自己ベストを7cm伸ばす19m89を記録し、バレリー・ビリ、ナディネ・クライナートに次ぐ3位に入って銅メダルを獲得した。広州で開かれたアジア選手権は同じ中国代表の劉相蓉らを下して優勝した。10月21日に済南で行なわれた第11回中華人民共和国全国運動会で優勝、最終6投目に中国歴代7位で自己ベストとなる20m35を記録した。
2012年8月のロンドンオリンピックでは20m22をマークして当初4位となったが、表彰式後にベラルーシのナドゼヤ・オスタプチュク、ロシアのエフゲニア・コロドコのドーピング違反で失格処分となったため順位が繰り上がり銀メダルを獲得した。

## 主な成績
| 年   | 大会                     | 開催地           | 順位 | 記録  |
| ---- | ------------------------ | ---------------- | ---- | ----- |
| 2007 | 世界選手権               | 大阪             | 7位  | 18m66 |
| 2008 | オリンピック             | 北京             | 3位  | 19m20 |
| 2008 | アジア室内選手権         | ドーハ           | 優勝 | 18m12 |
| 2009 | 世界選手権               | ベルリン         | 3位  | 19m89 |
| 2009 | アジア選手権             | 広州             | 優勝 | 19m04 |
| 2010 | 世界室内選手権           | ドーハ           | 9位  | 18m64 |
| 2010 | IAAFコンチネンタルカップ | スプリト         | 3位  | 20m13 |
| 2010 | アジア競技大会           | 広州             | 2位  | 19m67 |
| 2011 | 世界選手権               | 大邱             | 3位  | 19m97 |
| 2012 | オリンピック             | ロンドン         | 2位  | 20m22 |
| 2013 | 世界選手権               | モスクワ         | 3位  | 19m95 |
| 2014 | 世界室内選手権           | ソポト           | 3位  | 19m24 |
| 2014 | IAAFコンチネンタルカップ | スプリト         | 3位  | 19m23 |
| 2014 | アジア競技大会           | 仁川             | 1位  | 19m06 |
| 2015 | 世界選手権               | 北京             | 2位  | 20m30 |
| 2016 | オリンピック             | リオデジャネイロ | 4位  | 19m39 |
| 2017 | 世界選手権               | ロンドン         | 1位  | 19m94 |
| 2018 | 世界室内選手権           | バーミンガム     | 3位  | 19m08 |
| 2018 | IAAFコンチネンタルカップ | オストラヴァ     | 1位  | 19m23 |
| 2018 | アジア競技大会           | ジャカルタ       | 1位  | 19m66 |
| 2019 | 世界選手権               | ドーハ           | 1位  | 19m55 |

### 自己記録
| 種目        | 記録  | 場所 | 年月日        |
| ----------- | ----- | ---- | ------------- |
| 砲丸投 屋外 | 20m43 | ハレ | 2016年5月21日 |
| 砲丸投 室内 | 19m93 | 成都 | 2011年3月19日 |